# Reynolds American
Reynolds American, Inc. — американская табачная компания, дочерняя компания British American Tobacco и вторая по величине табачная компания в Соединённых Штатах. В состав холдинга входят R. J. Reynolds Tobacco Company, American Snuff Company (бывшая Conwood Company), Santa Fe Natural Tobacco Company и Niconovum AB.
Дочерние компании Reynolds American производят и продают различные табачные изделия, включая сигареты (Newport, Camel, Pall Mall, Kent, Doral, Misty, Capri и Natural American Spirit) и нюхательный табак (Grizzly и Kodiak).
В 2010 году операционные компании, принадлежащие Reynolds American, продали около 28 % всех сигарет в США. В 2014 году Reynolds American объявила о приобретении Lorillard Tobacco Company за $27 млрд. В январе 2017 года Reynolds American согласилась быть купленной British American Tobacco за $49.4 млрд.

## Доп. ссылки
- reynoldsamerican.com — официальный сайт Reynolds American
- Reynolds American political contributions from Influence Explorer at the Sunlight Foundation